# Secundària (futbol americà)

Posició de la secundària (en vermell) a l'inici de jugada.

La secundària, en anglès secondary o defensive backs (DB), és el nom que es dona en futbol americà al grup de jugadors defensius que actuen més a prop de la seva pròpia zona d'anotació, i està format pels defensors laterals i els saguers.
El número de jugadors que formen la línia varia en funció de la jugada, però la formació més habitual és de 4: dos defensors laterals i dos saguers.
La funció de la secundària és, bàsicament, defensar els receptors per impedir que les jugades de passada acabin en touchdown, encara que també han d'estar atents a l'arribada dels corredors que no hagin pogut aturar els seus companys de defensa.